# Kanton Castanet-Tolosan
Der Kanton Castanet-Tolosan ist seit 1921 ein französischer Kanton im Arrondissement Toulouse im Département Haute-Garonne in der Region Okzitanien; sein Hauptort ist Castanet-Tolosan.

## Geografie
Der Kanton liegt in der östlichen Hälfte des Départements Haute-Garonne südlich der Stadt Toulouse. Im Westen grenzt er an den Kanton Portet-sur-Garonne, im Norden an die Kantone Toulouse-3, Toulouse-5, Toulouse-8 und Toulouse-9, im Osten an den Kanton Lanta und im Süden an die Kantone Montgiscard und Auterive. Sein Gebiet liegt zwischen 141 m in den Gemeinden Labège und Vieille-Toulouse und 282 m in den Gemeinden Aureville und Clermont-le-Fort über dem Meeresspiegel.  
Der Kanton besteht aus 15 Gemeinden mit insgesamt 50.807 Einwohnern (Stand: 1. Januar 2022) auf einer Gesamtfläche von 92,48 km²:
| Gemeinde                 | Einwohner 1. Januar 2022 | Fläche km² | Dichte Einw./km² | Code INSEE | Postleitzahl |
| ------------------------ | ------------------------ | ---------- | ---------------- | ---------- | ------------ |
| Aureville                | 1.022                    | 6,80       | 150              | 31025      | 31320        |
| Auzeville-Tolosane       | 4.451                    | 6,66       | 668              | 31035      | 31320        |
| Auzielle                 | 1.621                    | 4,59       | 353              | 31036      | 31650        |
| Castanet-Tolosan         | 15.264                   | 8,22       | 1.857            | 31113      | 31320        |
| Clermont-le-Fort         | 526                      | 10,04      | 52               | 31148      | 31810        |
| Goyrans                  | 847                      | 5,75       | 147              | 31227      | 31120        |
| Labège                   | 4.316                    | 7,65       | 564              | 31254      | 31670        |
| Lacroix-Falgarde         | 2.047                    | 6,09       | 336              | 31259      | 31120        |
| Mervilla                 | 299                      | 2,76       | 108              | 31340      | 31320        |
| Péchabou                 | 2.465                    | 3,57       | 690              | 31409      | 31320        |
| Pechbusque               | 982                      | 3,14       | 313              | 31411      | 31320        |
| Rebigue                  | 493                      | 5,16       | 96               | 31448      | 31320        |
| Saint-Orens-de-Gameville | 14.229                   | 13,06      | 1.090            | 31506      | 31650        |
| Vieille-Toulouse         | 1.224                    | 5,53       | 221              | 31575      | 31320        |
| Vigoulet-Auzil           | 1.021                    | 3,46       | 295              | 31578      | 31320        |
| Kanton Castanet-Tolosan  | 50.807                   | 92,48      | 549              | 3104       | –            |

Bis zur landesweiten Neuordnung der französischen Kantone im März 2015 besaß der Kanton Castanet-Tolosan einen anderen INSEE-Code als heute, nämlich 3110.

## Bevölkerungsentwicklung
| 1962  | 1968  | 1975   | 1982   | 1990   | 1999   | 2006   | 2011   |
| ----- | ----- | ------ | ------ | ------ | ------ | ------ | ------ |
| 5.372 | 6.594 | 14.110 | 21.903 | 29.288 | 35.957 | 37.689 | 40.979 |